# おはよう世界
『おはよう世界』（おはようせかい）は、NHKの衛星第1テレビ（BS1）で放送された報道番組。
1993年10月4日に『おはよう世界のトップニュース』として放送開始。世界各国の放送局で放送されたニュースをまとめて伝える。東京のスタジオからは、それらのニュース番組の紹介や、世界の身近な話題や経済情報、世界の天気予報などを伝える。題名は地上波・NHK総合テレビジョン他の同時間帯のワイドニュース番組『おはよう日本』へのオマージュである。

## おはよう世界のトップニュース
1993年10月4日、BS1で世界のニュース番組を放送してはいたものの、絶え間なくニュース番組が続く中で各国のニュースをまとめて振り返る番組を朝の時間帯に新設する意図で放送開始。
開始当初の放送時間は、月曜日から金曜日の午前6時30分から30分間。月曜日はPGAツアー放送のため午前6時30分から10分間の短縮版になる事が多かった。
1997年4月からは午前7時から9時台に放送される各国のニュース番組をキャスターが導入部で紹介する形式を採り、放送時間を拡大。1998年4月からは午前6時台を拡大、6時20分スタートとした。
2001年度からは夏時間にあたる4月から10月までの7か月間はMLB中継の増加に伴い、午前5時から7時50分までの放送とし、8時台と9時台は『ワールドニュースアワー』として放送（11月から3月はそのまま）。
2004年10月30日に終了。

### オープニング
- 番組開始～1997年3月、安野光雅作の水彩画を映したのちにタイトルを表示するものであった[4]。描かれているのは世界各国の風景で2週ごとに変更されていた。
- 1997年4月～2001年3月
- 2001年4月～2004年3月
- 2004年4月～番組終了

## おはよう世界
2004年11月2日、BS1の大規模改編に伴い、番組名と放送時間を変更。出演者と番組BGMは『トップニュース』から引き継いだ。放送時間を午前6時台から8時台で統一（初年度のみ土曜日は8時まで）。また6時台を中心に放送していたオリジナル制作を分散させた。MLBなどのスポーツ中継により8時台が放送できない場合は、「ワールドニュースアワー」として衛星第2テレビ（BS2）で放送する措置をとった（2006年まで。土曜日は編成の都合で代替枠が確保できず、放送されなかった）。
2006年10月30日から構成・オープニング映像・BGMなどを含め、番組は大幅リニューアル。『世界のトップニュース』時代から月曜日はPGAツアー中継等を編成する為「ワールドニュースアワー」として放送していたが、月曜日も『おはよう世界』として放送するようになった。このリニューアルではフランス・韓国・中国などのニュースの放送時間を短縮する一方、『ワールドニュースアワー』5時台のイギリス・ドイツなどのニュースの主な部分を再放送を新設。3時台の『ワールドニュースアワー・アジア』から抜粋した『アジア・ラウンドアップ』（2007年3月まで）、スタジオからのニュース解説『ワールド・ウォッチ』に替わる『世界の窓』を新設。さらに『ABCワールドニュース』の時差放送を10分程度に縮め、同時通訳放送を開始した。
2007年度から、4月から10月までの放送時間は午前8時までとなった（スポーツ中継で放送開始が7時台以降となった場合は午前9時まで）。8時台は（スポーツ中継がない限り）『ワールドニュースアワー』として放送。11月から3月までは再び午前9時までの放送となる。
2008年4月からは、放送したメインニュースの項目を公式サイトに掲載。ブルームバーグからの情報提供が始まる。
なお、日本の祝日、盆休み、年末年始（後者2つは1 - 2週間程度）は特番編成のため休止（きょうの世界・経済最前線も同様）となり、『ワールドニュースアワー』を送る。その場合でも基本的な放送配列はおはよう世界の配列に準拠する。また年末年始は特別編成でワールドニュースとしても放送されない日・時間帯もある。
2011年3月14日から同年3月18日までは放送を休止した。これは、東日本大震災の24時間特別放送体制に伴い、NHKのBSは特別に地上波と同時編成となり、BS1は総合テレビと同時放送を実施したためである。元々3月21日は祝日で放送が無かったため、再開は3月22日となったが、『おはよう日本』の総合テレビとの全編同時放送のため、当面8時から10時に繰り下げて放送。
2011年3月31日に終了。

## ワールドWaveモーニング
2011年4月1日からの衛星放送の抜本的改正により、『ワールドニュースアワー』『おはよう世界』『きょうの世界』の国際ニュースのタイトルを統合し、『ワールドWave』とすることになった。このうち日曜・祝日を除く午前6時から8時までのパートを『ワールドWaveモーニング』と題して放送することになったが、基本的にはこの『おはよう世界』の機能を引き継ぐ。

## キャスター
- 太田昌宏（1993年10月 - 1999年3月）
- 大垣嘉彦（1993年10月 - 1996年3月）
- 千葉真由美（1993年10月 - 1994年9月）
- 山岡三子（1994年10月 - 1995年3月）
- 西乃久未（1995年4月 - 1995年11月）
- 堤信子（1995年12月 - 1996年3月）
- 篠塚信明（1996年4月 - 2000年3月）
- 瓶子和美（1996年4月 - 1997年3月）
- 金剛英華（1997年4月 - 1999年3月）
- 吉野三香（1997年4月 - 1999年3月）
- 広瀬典子（1998年4月 - 2000年3月）
- 近藤宏（1999年4月 - 2002年3月）
- 藤野能子（1999年4月 - 2000年3月）
- 酒井千萬騎（2000年4月 - 2002年3月）
- 朝比奈正彦（2002年4月 - 2005年6月4日）
- 傍田賢治（2002年4月 - 2006年6月3日）
- 礒部慎一（2005年6月14日 - 2007年5月26日）
- 市瀬卓（2006年6月27日 - 2007年6月16日）
- 大林奈津子（1999年4月 - 2008年3月22日）
- 金井亜紀（1999年4月 - 2008年3月29日）
- 税所玲子（さいしょれいこ 2007年7月2日 - 2009年8月29日）
- 高橋弘行（2007年6月18日 - 番組終了）
- 徳住有香（2008年4月7日 - 番組終了）
- 高橋祐介（2009年9月7日 - 番組終了）
- 小穴薫（2008年3月31日 -  番組終了）

## 主な独自コーナー
- きょうのメインニュース - （2006年10月までの"トップニュース"）海外のニュースを通訳つきで紹介。
- 世界の扉 - NHKの海外総局・支局からの中継で、海外の注目ニュースを解説。月曜は海外の経済ニュースを解説。
- 経済情報 - ニューヨーク駐在の銀行・証券関係者が、その日のニューヨークの市況を伝える。ほかにCNNやロイター通信の経済ニュースも紹介。

## タイムテーブル
※があるのは、BS1においての初回放送、ないのはリピート放送。供給先の放送局の都合で変更となる場合がある。
| 月曜日 | 火曜日 - 金曜日 | 土曜日 |
| 6:00 - 6:50 | 6:00 - 6:50 | 6:00 - 6:50 |
| --- | --- | --- |
| - メインニュース - アメリカ CNN ※ - フランス F2 20 heures※ - ドイツ ZDF heute - ロシア Russia 1 - スペイン TVE ※ - 今週の世界の予定                                                                                   | - アメリカ ブルームバーグ - メインニュース - ドイツ ZDF heute - フランス F2 20 heures - スペイン TVE ※ - 経済情報 ※ - 今日の世界の予定 | - アメリカ ブルームバーグ - イギリス BBC News at Six - ブラジル バンデランテス ※ - フランス F2 20 heures※ - ドイツ ZDF heute - スペイン TVE ※ - 経済情報 - 来週の世界の予定 |
| - 世界の天気 | | |
| 6:50 - 7:00 | | |
| - NHK BSニュース | | |
| 7:00 - 7:30 | | |
| - メインニュース | - メインニュース | - メインニュース - カタール アルジャジーラ ※ - ロシア Russia 1 ※ - アメリカ CNN                                                                                             |
| 7:30 - 7:50 | | |
| - 世界の扉 - イギリス BBC News at Ten ※ - アメリカ ABC ワールドニュース ※ | - 世界の扉 - 経済情報（6時台の再放送） - アメリカ ABC ワールドニュース※                                                                | - 世界の扉 - 経済情報（6時台の再放送） - アメリカ ABC ワールドニュース※ |
| - 各国の主なニュース - 世界の天気 ※4 - 10月は特別編成で8時台の放送があるとき以外はここでエンディング | | |
| 7:50 - 8:00 | | |
| - NHK BSニュース | | |
| 8:00 - 8:50 （原則として11 - 3月まで。但し4 - 10月でもスポーツ放送の編成都合により放送する日もある） | | |
| - イギリス BBC News at Ten - ドイツ ZDF heute - スペイン TVE - アメリカ ABC『ワールドニュース』 ※ （現地の放送より約10分遅れの同時通訳で放送） - 中国 CCTV 凌晨新聞※ - 各国の主なニュース - 世界の天気 - エンディング | | |

### 提携している放送局
| アメリカ | - ABC (ABCニュース) - CNN (HLN) - ブルームバーグ - PBS |
| ブラジル | - バンデランテス                                       |

| イギリス | - BBC (BBCニュース) |
| ドイツ   | - ARD - ZDF         |
| フランス | - F2                |
| スペイン | - TVE               |
| ロシア   | - Russia 1          |

| 韓国           | - KBS                             |
| 中国           | - CCTV - 上海テレビ - ATV（香港） |
| フィリピン     | - ABS-CBN                         |
| ベトナム       | - VTV                             |
| タイ           | - CH9                             |
| シンガポール   | - CNA                             |
| カタール       | - アルジャジーラ                  |
| トルコ         | - TRT                             |
| オーストラリア | - ABC（国際放送）                 |

## 備考
- BSニュースセンター（BS-NC）がハイビジョン対応化されたため、2006年11月20日放送分よりデジタル放送では、標準画質（SD）ながら画角16:9のサイズで放送されている。ただし、海外から届く元の映像は4:3（韓国･KBSやイギリス･BBC、フランス･F2、ドイツ･ZDF、アメリカ･ABCなどは16：9の映像で送られることもある）のため、東京のスタジオ部分とNHKが取材した一部のニュース映像を除き、継続してサイドパネルが付く。